# La Bohalle
La Bohalle ist eine Ortschaft und eine Commune déléguée in der französischen Gemeinde Loire-Authion mit 1.140 Einwohnern (Stand 1. Januar 2022) im Département Maine-et-Loire in der Region Pays de la Loire. Die Einwohner werden Bohalliens genannt.
Mit Wirkung vom 1. Januar 2016 wurden die Gemeinden Andard, Bauné, La Bohalle, Brain-sur-l’Authion, Corné,  La Daguenière und Saint-Mathurin-sur-Loire zu einer Commune nouvelle mit dem Namen Loire-Authion zusammengelegt. Die Gemeinde La Bohalle gehörte zum Arrondissement Angers und zum Kanton Angers-7 (bis 2015: Kanton Les Ponts-de-Cé).
La Bohalle liegt etwa 13 Kilometer ostsüdöstlich von Angers an der Loire.

## Bevölkerungsentwicklung
| 1962                      | 1968 | 1975 | 1982 | 1990 | 1999 | 2006 | 2013 | 2019 |
| ------------------------- | ---- | ---- | ---- | ---- | ---- | ---- | ---- | ---- |
| 685                       | 657  | 582  | 831  | 1101 | 1242 | 1231 | 1228 | 1241 |
| Quelle: Cassini und INSEE |      |      |      |      |      |      |      |      |

## Sehenswürdigkeiten

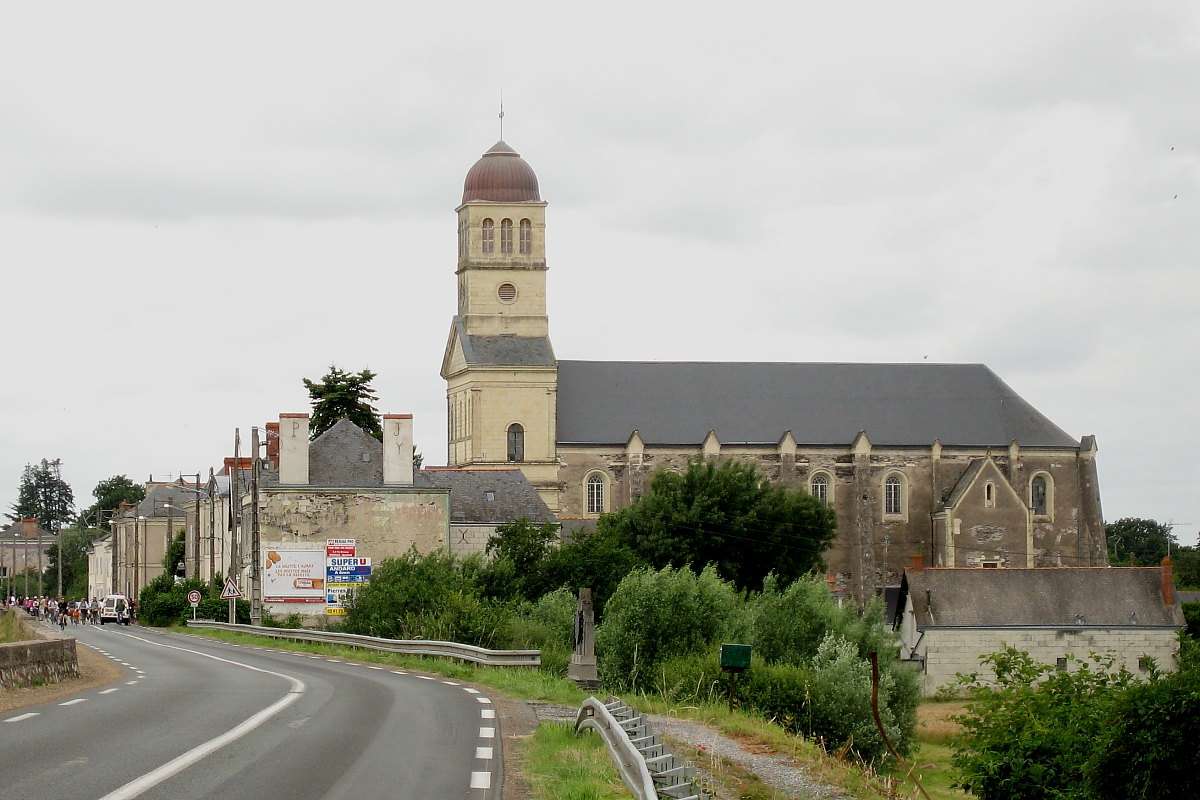
Kirche Saint-Aubin

- Kirche Saint-Aubin, 1840 bis 1845 erbaut, seit 1975 Monument historique
- Kapelle La Salette
- Kapelle Saint-Joseph

## Persönlichkeiten
- Régis Delépine (* 1946), Radrennfahrer